# Агрогородок (Астана)
Агрогородок — (қаз. Агроқалашық), бывшее село на территории Целиноградского района. В 1997 году присоединен в состав Астаны как жилой массив.

## Галерея

Остановка "Агрогородок"

Городская поликлиника №5

## География
Жилой массив находиться в Сарыарканском районе.Расположен в северо-заподной части города Астана, находиться в 3 километров от Ж/М Коктал.Также жилой массив расположен в 1 километре от железнодорожного вокзала "Астана-1"

## Население
По данным на 2024 год в жилом массиве Агрогородок проживает 67000 человек.

## Инфраструктура
В жилом массиве Агрогородок функционируют 13 объектов образования, 1 – здравоохранения, 1 социально-культурный, два спортивных объекта. Так же на территории находится ТРЦ "Köktal". Курсируют автобусы №5; 5а; 6; 16; 20; 26; 37; 39; 42; 58; 71; 72; 81. На конечную остановку приезжают №20; 33 и 58 маршруты.

## История
Основано село в мае 1990 года.Распологалось в 5 километров от села Кирово. В 1997 году присоединен в состав г.Астаны, и получил звание жилого массива.